# Campeonato Mundial de Voleibol Masculino de 2002
El XV Campeonato Mundial de Voleibol Masculino se celebró en Argentina entre el 28 de septiembre y el 13 de octubre de 2002 bajo la organización de la Federación Internacional de Voleibol (FIVB) y la Federación Argentina de Voleibol.

## Sedes
| Grupo | Ciudad        | Instalación                          | Capacidad |
| ----- | ------------- | ------------------------------------ | --------- |
| A     | San Juan      | Estadio Aldo Cantoni                 | 7000      |
| B     | Santa Fe      | Estadio Ángel P. Malvicino           | 5000      |
| C     | Buenos Aires  | Estadio Luna Park                    | 10 000    |
| D     | Mar del Plata | Estadio Polideportivo Islas Malvinas | 6500      |
| E     | Córdoba       | Orfeo Superdomo                      | 10 500    |
| F     | Salta         | Estadio Delmi                        | 10 000    |

## Grupos
| Grupo A   | Grupo B | Grupo C  | Grupo D    | Grupo E        | Grupo F         |
| --------- | ------- | -------- | ---------- | -------------- | --------------- |
| Argentina | Italia  | Túnez    | Japón      | Venezuela      | Países Bajos    |
| Australia | Croacia | Francia  | Kazajistán | Brasil         | Grecia          |
| Portugal  | Polonia | Bulgaria | España     | Egipto         | República Checa |
| China     | Canadá  | Rusia    | Yugoslavia | Estados Unidos | Cuba            |

## Primera fase

### Grupo A
| Equipo    | J | G | P | SG | SP | DS | PTS |
| --------- | - | - | - | -- | -- | -- | --- |
| Argentina | 3 | 3 | 0 | 9  | 3  | +6 | 6   |
| Portugal  | 3 | 2 | 1 | 7  | 5  | +2 | 5   |
| China     | 3 | 1 | 2 | 5  | 7  | -2 | 4   |
| Australia | 3 | 0 | 3 | 3  | 9  | -6 | 3   |

- Resultados

| Fecha | Hora² | Partido¹  | Partido¹ | Partido¹  | Resultado |
| ----- | ----- | --------- | -------- | --------- | --------- |
| 28.10 | 20:00 | Argentina | -        | Australia | 3-1       |
| 29.10 | 11:00 | Portugal  | -        | China     | 3-1       |
| 30.10 | 18:30 | Portugal  | -        | Australia | 3-1       |
| 30.10 | 21:00 | China     | -        | Argentina | 1-3       |
| 01.11 | 18:30 | Australia | -        | China     | 1-3       |
| 01.11 | 21:00 | Argentina | -        | Portugal  | 3-1       |

- (¹) –  Todos en San Juan
- (²) –  Hora local de Argentina (UTC-3)

### Grupo B
| Equipo  | J | G | P | SG | SP | DS | PTS |
| ------- | - | - | - | -- | -- | -- | --- |
| Polonia | 3 | 3 | 0 | 9  | 3  | +6 | 6   |
| Italia  | 3 | 2 | 1 | 8  | 3  | +5 | 5   |
| Canadá  | 3 | 1 | 2 | 4  | 7  | -3 | 4   |
| Croacia | 3 | 0 | 3 | 1  | 9  | -8 | 3   |

- Resultados

| Fecha | Hora² | Partido¹ | Partido¹ | Partido¹ | Resultado |
| ----- | ----- | -------- | -------- | -------- | --------- |
| 29.10 | 18:00 | Italia   | -        | Croacia  | 3-0       |
| 29.10 | 20:30 | Polonia  | -        | Canadá   | 3-1       |
| 30.10 | 18:00 | Polonia  | -        | Italia   | 3-2       |
| 30.10 | 20:30 | Canadá   | -        | Croacia  | 3-1       |
| 01.11 | 18:00 | Italia   | -        | Canadá   | 3-0       |
| 01.11 | 20:30 | Croacia  | -        | Polonia  | 0-3       |

- (¹) –  Todos en Santa Fe
- (²) –  Hora local de Argentina (UTC-3)

### Grupo C
| Equipo   | J | G | P | SG | SP | DS | PTS |
| -------- | - | - | - | -- | -- | -- | --- |
| Francia  | 3 | 3 | 0 | 9  | 4  | +5 | 6   |
| Bulgaria | 3 | 2 | 1 | 8  | 4  | +4 | 5   |
| Rusia    | 3 | 1 | 2 | 4  | 6  | -2 | 4   |
| Túnez    | 3 | 0 | 3 | 2  | 9  | -7 | 3   |

- Resultados

| Fecha | Hora² | Partido¹ | Partido¹ | Partido¹ | Resultado |
| ----- | ----- | -------- | -------- | -------- | --------- |
| 29.10 | 18:00 | Túnez    | -        | Francia  | 1-3       |
| 29.10 | 20:30 | Bulgaria | -        | Rusia    | 3-0       |
| 30.10 | 18:00 | Rusia    | -        | Francia  | 1-3       |
| 30.10 | 20:30 | Bulgaria | -        | Túnez    | 3-1       |
| 01.11 | 18:00 | Francia  | -        | Bulgaria | 3-2       |
| 01.11 | 20:30 | Túnez    | -        | Rusia    | 0-3       |

- (¹) –  Todos en Buenos Aires
- (²) –  Hora local de Argentina (UTC-3)

### Grupo D
| Equipo     | J | G | P | SG | SP | DS | PTS |
| ---------- | - | - | - | -- | -- | -- | --- |
| Yugoslavia | 3 | 3 | 0 | 9  | 1  | +8 | 6   |
| España     | 3 | 2 | 1 | 7  | 6  | +1 | 5   |
| Japón      | 3 | 1 | 2 | 5  | 7  | -2 | 4   |
| Kazajistán | 3 | 0 | 3 | 2  | 9  | -7 | 3   |

- Resultados

| Fecha | Hora² | Partido¹   | Partido¹ | Partido¹   | Resultado |
| ----- | ----- | ---------- | -------- | ---------- | --------- |
| 29.10 | 12:00 | Japón      | -        | Kazajistán | 3-1       |
| 29.10 | 15:00 | España     | -        | Yugoslavia | 1-3       |
| 30.10 | 11:00 | Japón      | -        | España     | 2-3       |
| 30.10 | 14:00 | Kazajistán | -        | Yugoslavia | 0-3       |
| 01.11 | 11:00 | Yugoslavia | -        | Japón      | 3-0       |
| 01.11 | 14:00 | España     | -        | Kazajistán | 3-1       |

- (¹) –  Todos en Mar del Plata
- (²) –  Hora local de Argentina (UTC-3)

### Grupo E
| Equipo         | J | G | P | SG | SP | DS | PTS |
| -------------- | - | - | - | -- | -- | -- | --- |
| Estados Unidos | 3 | 3 | 0 | 9  | 3  | +6 | 6   |
| Brasil         | 3 | 2 | 1 | 8  | 3  | +5 | 5   |
| Venezuela      | 3 | 1 | 2 | 3  | 6  | -3 | 4   |
| Egipto         | 3 | 0 | 3 | 1  | 9  | -8 | 3   |

- Resultados

| Fecha | Hora² | Partido¹       | Partido¹ | Partido¹       | Resultado |
| ----- | ----- | -------------- | -------- | -------------- | --------- |
| 29.10 | 14:00 | Venezuela      | -        | Brasil         | 0-3       |
| 29.10 | 16:30 | Egipto         | -        | Estados Unidos | 1-3       |
| 30.10 | 15:00 | Brasil         | -        | Estados Unidos | 2-3       |
| 30.10 | 17:30 | Venezuela      | -        | Egipto         | 3-0       |
| 01.11 | 15:00 | Egipto         | -        | Brasil         | 0-3       |
| 01.11 | 17:30 | Estados Unidos | -        | Venezuela      | 3-0       |

- (¹) –  Todos en Córdoba
- (²) –  Hora local de Argentina (UTC-3)

### Grupo F
| Equipo          | J | G | P | SG | SP | DS | PTS |
| --------------- | - | - | - | -- | -- | -- | --- |
| Países Bajos    | 3 | 3 | 0 | 9  | 3  | +6 | 6   |
| Grecia          | 3 | 1 | 2 | 5  | 6  | -1 | 4   |
| República Checa | 3 | 1 | 2 | 6  | 8  | -2 | 4   |
| Cuba            | 3 | 1 | 2 | 4  | 7  | -3 | 4   |

- Resultados

| Fecha | Hora² | Partido¹        | Partido¹ | Partido¹        | Resultado |
| ----- | ----- | --------------- | -------- | --------------- | --------- |
| 29.10 | 13:00 | Países Bajos    | -        | Grecia          | 3-0       |
| 29.10 | 15:30 | República Checa | -        | Cuba            | 1-3       |
| 30.10 | 13:00 | Grecia          | -        | Cuba            | 3-0       |
| 30.10 | 15:30 | Países Bajos    | -        | República Checa | 3-2       |
| 01.11 | 13:00 | Cuba            | -        | Países Bajos    | 1-3       |
| 01.11 | 15:30 | República Checa | -        | Grecia          | 3-2       |

- (¹) –  Todos en Salta
- (²) –  Hora local de Argentina (UTC-3)

## Segunda fase

### Grupo G
| Equipo    | J | G | P | SG | SP | DS | PTS |
| --------- | - | - | - | -- | -- | -- | --- |
| Argentina | 3 | 3 | 0 | 9  | 4  | +5 | 6   |
| Italia    | 3 | 2 | 1 | 7  | 6  | +1 | 5   |
| Japón     | 3 | 1 | 2 | 6  | 8  | -2 | 4   |
| Bulgaria  | 3 | 0 | 3 | 5  | 9  | -4 | 3   |

- Resultados

| Fecha | Hora² | Partido¹  | Partido¹ | Partido¹ | Resultado |
| ----- | ----- | --------- | -------- | -------- | --------- |
| 04.11 | 18:30 | Italia    | -        | Bulgaria | 3-2       |
| 04.11 | 21:00 | Argentina | -        | Japón    | 3-2       |
| 05.11 | 18:30 | Japón     | -        | Italia   | 1-3       |
| 05.11 | 21:00 | Argentina | -        | Bulgaria | 3-1       |
| 06.11 | 17:30 | Japón     | -        | Bulgaria | 3-2       |
| 06.11 | 20:00 | Argentina | -        | Italia   | 3-1       |

- (¹) –  Todos en Buenos Aires
- (²) –  Hora local de Argentina (UTC-3)

### Grupo H
| Equipo   | J | G | P | SG | SP | DS | PTS |
| -------- | - | - | - | -- | -- | -- | --- |
| Rusia    | 3 | 3 | 0 | 9  | 4  | +5 | 6   |
| Portugal | 3 | 2 | 1 | 6  | 6  | 0  | 5   |
| Polonia  | 3 | 1 | 2 | 6  | 7  | -1 | 4   |
| España   | 3 | 0 | 3 | 5  | 9  | -4 | 3   |

- Resultados

| Fecha | Hora² | Partido¹ | Partido¹ | Partido¹ | Resultado |
| ----- | ----- | -------- | -------- | -------- | --------- |
| 04.11 | 17:00 | Portugal | -        | España   | 3-2       |
| 04.11 | 19:30 | Polonia  | -        | Rusia    | 2-3       |
| 05.11 | 17:00 | España   | -        | Rusia    | 2-3       |
| 05.11 | 19:30 | Polonia  | -        | Portugal | 1-3       |
| 06.11 | 17:00 | Portugal | -        | Rusia    | 0-3       |
| 06.11 | 19:30 | España   | -        | Polonia  | 1-3       |

- (¹) –  Todos en Córdoba
- (²) –  Hora local de Argentina (UTC-3)

### Grupo J
| Equipo          | J | G | P | SG | SP | DS | PTS |
| --------------- | - | - | - | -- | -- | -- | --- |
| Brasil          | 3 | 3 | 0 | 9  | 0  | +9 | 6   |
| Francia         | 3 | 2 | 1 | 6  | 4  | +2 | 5   |
| Países Bajos    | 3 | 1 | 2 | 3  | 8  | -5 | 4   |
| República Checa | 3 | 0 | 3 | 3  | 9  | -6 | 3   |

- Resultados

| Fecha | Hora² | Partido¹     | Partido¹ | Partido¹        | Resultado |
| ----- | ----- | ------------ | -------- | --------------- | --------- |
| 04.11 | 16:00 | Brasil       | -        | República Checa | 3-0       |
| 04.11 | 18:30 | Países Bajos | -        | Francia         | 0-3       |
| 05.11 | 14:00 | Brasil       | -        | Francia         | 3-0       |
| 05.11 | 16:30 | Países Bajos | -        | República Checa | 3-2       |
| 06.11 | 14:00 | Brasil       | -        | Países Bajos    | 3-0       |
| 06.11 | 16:30 | Francia      | -        | República Checa | 3-1       |

- (¹) –  Todos en Santa Fe
- (²) –  Hora local de Argentina (UTC-3)

### Grupo K
| Equipo         | J | G | P | SG | SP | DS | PTS |
| -------------- | - | - | - | -- | -- | -- | --- |
| Yugoslavia     | 3 | 3 | 0 | 9  | 1  | +8 | 6   |
| Grecia         | 3 | 2 | 1 | 6  | 6  | 0  | 5   |
| Estados Unidos | 3 | 1 | 2 | 6  | 6  | 0  | 4   |
| China          | 3 | 0 | 3 | 1  | 9  | -8 | 1   |

- Resultados

| Fecha | Hora² | Partido¹       | Partido¹ | Partido¹       | Resultado |
| ----- | ----- | -------------- | -------- | -------------- | --------- |
| 04.11 | 17:30 | Yugoslavia     | -        | Grecia         | 3-0       |
| 04.11 | 20:00 | Estados Unidos | -        | China          | 3-0       |
| 05.11 | 17:30 | China          | -        | Yugoslavia     | 0-3       |
| 05.11 | 20:00 | Estados Unidos | -        | Grecia         | 2-3       |
| 06.11 | 17:30 | Grecia         | -        | China          | 3-1       |
| 06.11 | 20:00 | Yugoslavia     | -        | Estados Unidos | 3-1       |

- (¹) –  Todos en Salta
- (²) –  Hora local de Argentina (UTC-3)

## Fase final

### Cuartos de final
| Fecha | Hora³ | Partido   | Partido | Partido      | Resultado |
| ----- | ----- | --------- | ------- | ------------ | --------- |
| 09.11 | 16:00 | Portugal  | -       | Yugoslavia ² | 0-3       |
| 09.11 | 18:30 | Rusia     | -       | Grecia ¹     | 3-0       |
| 09.11 | 18:30 | Italia    | -       | Brasil ²     | 2-3       |
| 09.11 | 21:00 | Argentina | -       | Francia ¹    | 1-3       |

- (¹) –  En Buenos Aires
- (²) –  En Córdoba
- (³) –  Hora local de Argentina (UTC-3)

### Semifinales
| Fecha | Hora³ | Partido | Partido | Partido      | Resultado |
| ----- | ----- | ------- | ------- | ------------ | --------- |
| 10.11 | 21:00 | Brasil  | -       | Yugoslavia ² | 3-1       |
| 11.11 | 18:30 | Francia | -       | Rusia ¹      | 2-3       |

- (¹) –  En Buenos Aires
- (²) –  En Córdoba
- (³) –  Hora local de Argentina (UTC-3)

### Tercer lugar
| Fecha | Hora² | Partido¹ | Partido¹ | Partido¹   | Resultado |
| ----- | ----- | -------- | -------- | ---------- | --------- |
| 12.10 | 18:30 | Francia  | -        | Yugoslavia | 3-0       |

- (¹) –  Todos en Buenos Aires
- (²) –  Hora local de Argentina (UTC-3)

### Final
| Fecha | Hora² | Partido¹ | Partido¹ | Partido¹ | Resultado |
| ----- | ----- | -------- | -------- | -------- | --------- |
| 13.11 | 18:30 | Rusia    | -        | Brasil   | 2-3       |

- (¹) –  En Buenos Aires
- (²) –  Hora local de Argentina (UTC-3)

## Medallero
|        |       |         |
| Brasil | Rusia | Francia |

## Clasificación general
| 1. Brasil           |
| 2. Rusia            |
| 3. Francia          |
| 4. Yugoslavia       |
| 5. Italia           |
| 6. Argentina        |
| 7. Grecia           |
| 8. Portugal         |
| 9. Japón            |
| 9. Países Bajos     |
| 9. Polonia          |
| 9. Estados Unidos   |
| 13. Bulgaria        |
| 13. China           |
| 13. República Checa |
| 13. España          |
| 17. Canadá          |
| 17. Venezuela       |
| 19. Australia       |
| 19. Croacia         |
| 19. Cuba            |
| 19. Egipto          |
| 19. Túnez           |
| 19. Kazajistán      |